# Semka Sokolović-Bertok
Semka Sokolović-Bertok (Sarajevo, Reino de Yugoslavia, 22 de diciembre de 1935 – 4 de marzo de 2008) fue una actriz y ajedrecista bosniocroata. 

## Biografía
Semka era descendiente de la influyente familia Sokolović. Su madre Abida era costurera. Su hermana mayor Badema (1929–1969) era una mezzosoprano.
Aparte de sus papeles en el teatro de Zagreb, debutó en el cine en 1956 y apareció en numerosas películas. Entre las más destacadas, figuran la película de televisión de 1967 Kineski zid o la italiana La corta notte delle bambole di vetro, dirigida por Aldo Lado y protagonizada por Ingrid Thulin y Mario Adorf. 
En 1978, protagonizó el telefilm Roko i Cicibela de Stipe Delić o la película satírica Majstori, majstori! (1980) dirigida por Goran Marković. Su último film fue Traktor, ljubezen in Rock'n'Roll en 2008 dirigida por Branko Đurić.
También fue una gran jugadora de ajedrez en su juventud, ganando el Campeonato Juvenil de Croacia en ocho ocasiones. De hecho, se casó con el Maestro Interncional Mario Bertok.
En marzo de 2008, el hijo de ambos anunció la muerte de su madre por una hemorragia interna a causa de un infarto.